# Asterio (gigante)
Asterio (in greco antico: Ἀστέριος?, Astérios) è un personaggio della mitologia greca, un gigante figlio di Anatto, della dinastia dei giganti, regnava sulla Caria.

## Mitologia
Asterio fu ucciso da Mileto, il prediletto dei tre fratelli adottivi del re Asterio di Creta e dopo quest'evento la regione della città di Mileto, originariamente conosciuta come "Anattoria", cambiò denominazione in Caria. 

Seppellito su un'isola, fu in seguito dissotterrato, misurava dieci cubiti